# Hyperaea tonsa
Hyperaea tonsa là một loài ruồi trong họ Tachinidae.